# ویتسویل (کنتاکی)
ویتسویل (به انگلیسی: Whitesville) شهری در ایالت کنتاکی کشور ایالات متحده آمریکا است که جمعیت آن در سرشماری سال ۲۰۱۰ میلادی، ۵۵۲ نفر بوده‌است.